# 王寺駅 (西安市)
王寺駅 (西安市)は西安市長安区に位置する、西安地下鉄5号線の第2期の駅。